# Llantysilio

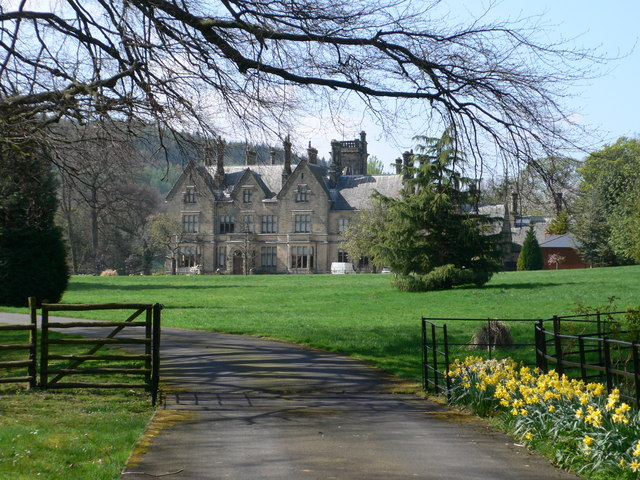
Llantysilio Hall

Llantysilio (gal·lès: Llandysilio-yn-Iâl) és una comunitat de Denbighshire, a Gal·les. L'any 2001 tenia 472 habitants, que va disminuir a 421 al cens del 2011.
La comunitat inclou l'emplaçament de l'abadia de Valle Crucis, el Pilar d'Eliseg i el Pas de la Ferradura; també inclou els pobles de Pentredwr i Rhewl, així com les àrees d'Eglwyseg, Llandynan, i Llidiart Annie.
Molt a prop del poble hi ha les restes d'antigues pedreres de pissarra i la muntanya de Llantysilio.

## Església de Llantysilio
L'església i el cementiri de Llantysilio estan situats entre les Cascades de la Ferradura i Llantysilio Hall. L'església de Llantysilio és un edifici catalogat de Grau II, ja que conté molts elements de l'edat mitjana.

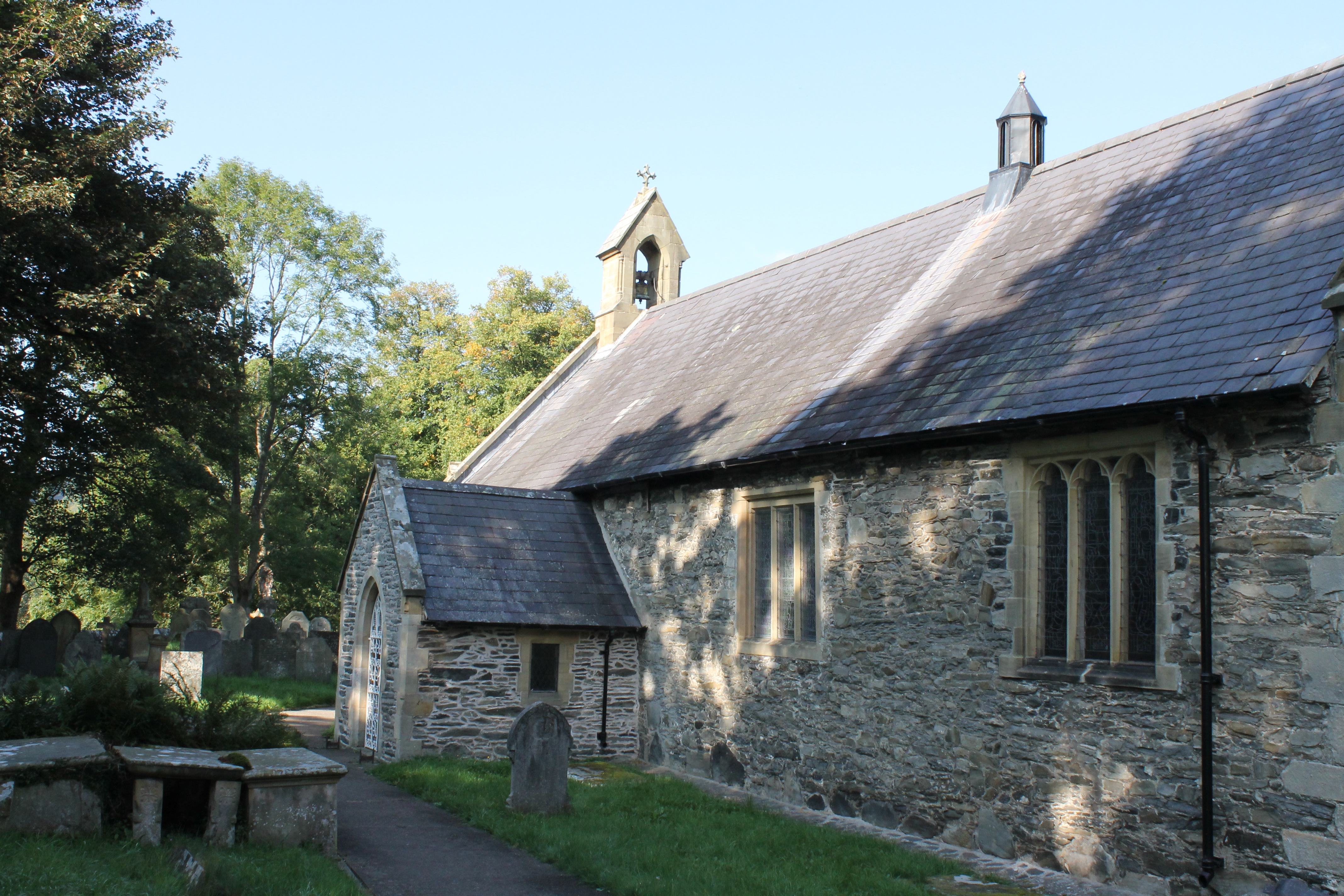
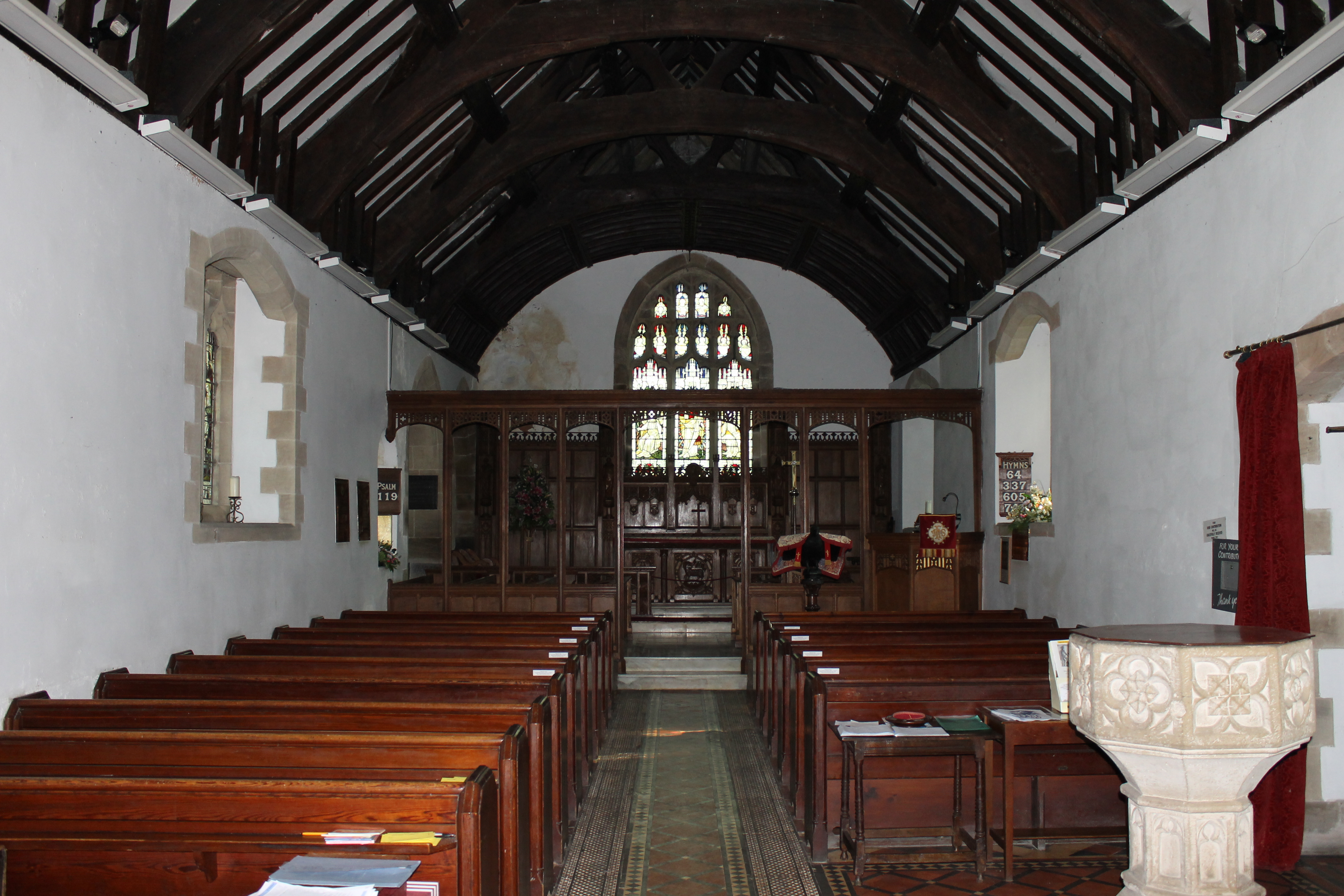
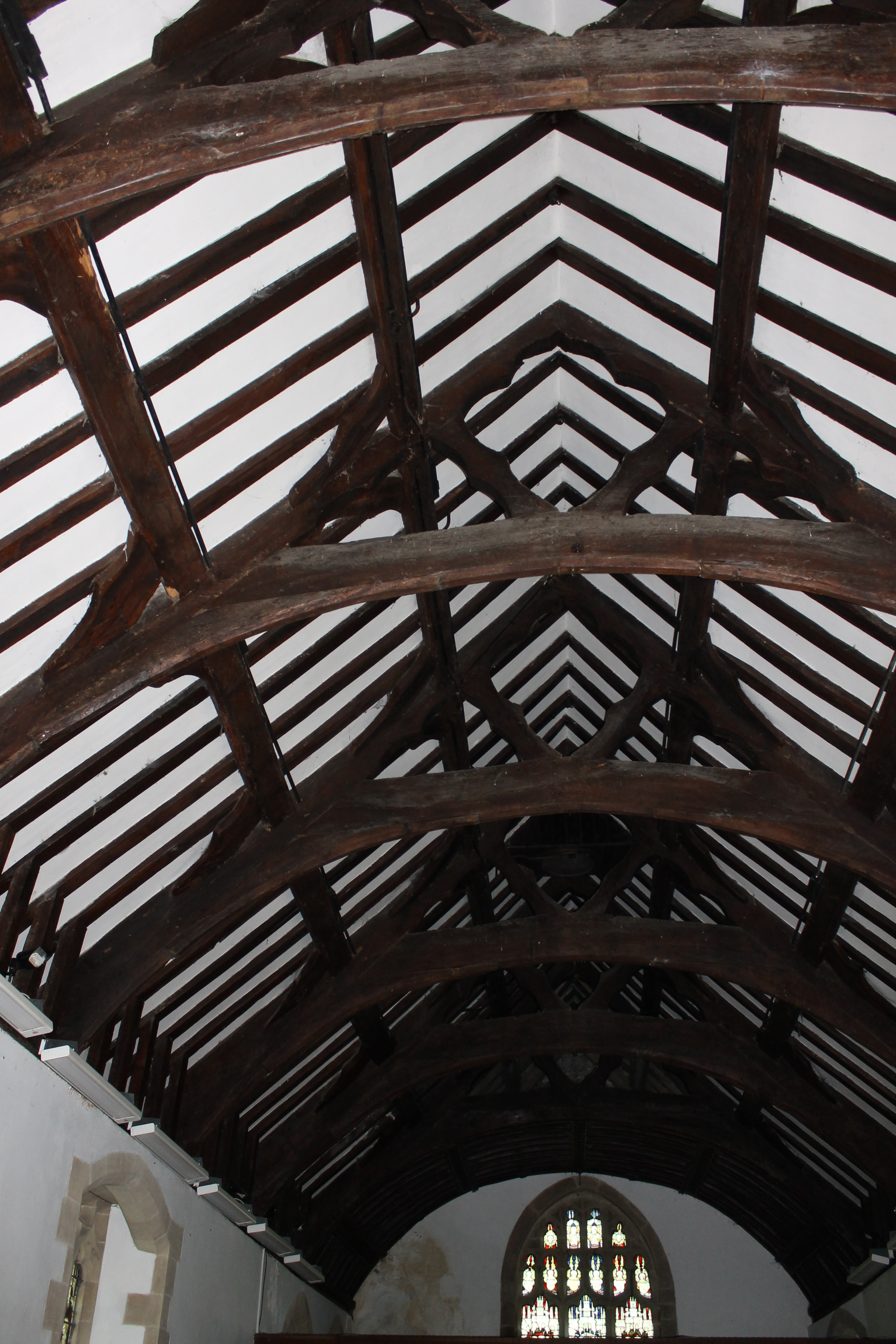
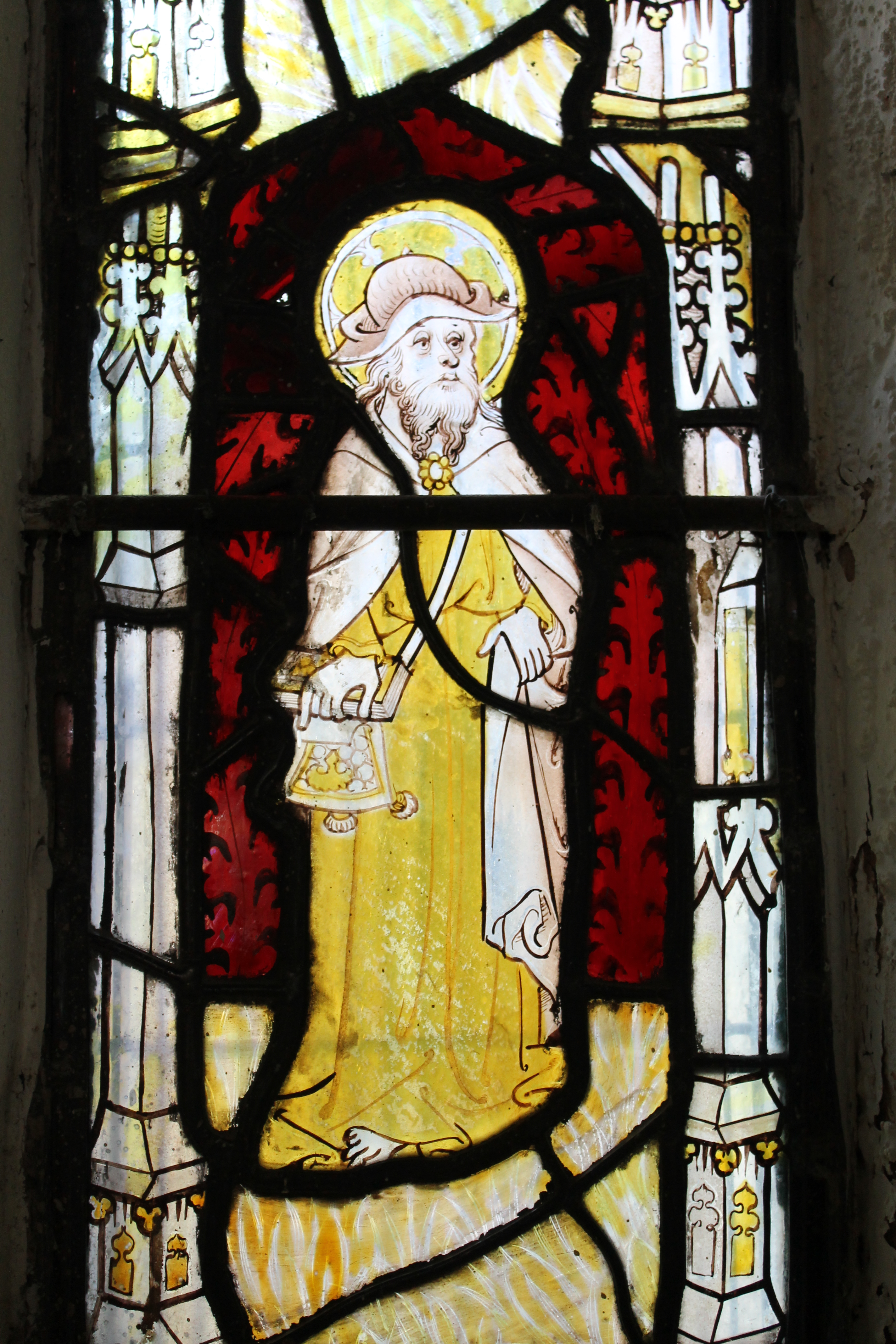